# Louis Jaggi
Louis Jaggi (* 17. November 1948; † 2007) war ein Schweizer Skilangläufer.

## Werdegang
Jaggi, der für den SC Im Fang startete und als Wildhüter tätig war, nahm bis 1968 an Juniorenrennen teil. Dabei wurde er 1966 in Leukerbad über 8 km und 1967 in Einsiedeln Juniorenmeister über 10 km und mit der Staffel. Im folgenden Jahr kam er bei den Schweizer Juniorenmeisterschaften über 9 km und mit der Staffel jeweils auf den zweiten Platz. Bei den Schweizer Skimeisterschaften 1969 in Château-d’Oex errang er den sechsten Platz über 15 km. Nach mehreren Podestplatzierungen zu Beginn der Saison 1969/70 bei nationalen Rennen belegte er bei den Schweizer Skimeisterschaften 1970 den neunten Platz über 15 km und den fünften Platz über 30 km. Er wurde daraufhin für die Nordischen Skiweltmeisterschaften 1970 in Štrbské Pleso nominiert, wo er den 34. Platz über 30 km belegte. Zu Beginn der folgenden Saison lief er in St. Moritz auf den vierten Platz mit der Schweizer Staffel und auf den zweiten Rang beim Neujahrslauf auf dem Jaunpass. Bei den Schweizer Skimeisterschaften 1971 holte er mit dritten Plätzen über 30 km und 50 km seine einzigen Medaillen bei Schweizer Meisterschaften. In der Saison 1971/72 kam er bei den Schweizer Skimeisterschaften 1972 auf den zehnten Platz über 15 km sowie auf den sechsten Rang über 30 km und bei den Olympischen Winterspielen 1972 in Sapporo auf den 23. Platz über 50 km. Bei den Schweizer Skimeisterschaften 1973 wurde er Sechster über 30 km und trat nach der Saison 1972/73 aus der Schweizer Nationalmannschaft aus. In den folgenden Jahren nahm er an nationalen Rennen teil und belegte bei den Schweizer Skimeisterschaften 1974 den vierten Platz über 50 km.